# Livija Druzila
Livija Druzila (lat. Livia Drusilla) po letu 14 n. št. Livia Augusta, tretja žena rimskega cesarja Avgusta, * ok. 58 pr. n. št., † 29 n. št.

## Poroke in sinovi
- 1.Poročena s Tiberijem Neronom

- sin Tiberij I.,  42 pr. n. št.; † 37 n. št; cesar 14-37
- sin Neron Klavdij Druz, 38 pr. n. št.; † 9 n. št

- 2. Poročena leta 38 pr. n. št. z Oktavijanom (kot cesar Avgust)

- Z njim ni imela otrok

## Življenje
Bila je zelo vplivna ženska, kar je za tisti čas precej nenavadno. Bila je zelo lepa, pametna in imela je močno voljo. Zelo je vplivala na cesarja Gaja Avgusta Oktavijana. Ko je leta 14 umrl, se je sprla s sinom Tiberijem, kateri ji ni pustil, da se vmešava v vladarske posle in politiko, čeprav jo je Avgust v oporoki imenoval za regentkinjo in ji dal ime Livija Avgusta. Zadnja leta je preživela sredi političnih spletk.